# Emancipáció
Az emancipáció (felszabadítás) szó a latin "ēx manus capere" kifejezésből ered, melynek jelentése "függetlenné válni a kéztől" (például a gyermeknek az apja, a rabszolgának a gazdája kezétől – vagyis felszabadulni ezek uralma alól).
A római jogban a felnőtté vált gyermek feletti apai hatalom megszűnését, azaz az egyén saját jogúvá (sui juris) válását jelentette. A fogalom az újkorban a különböző kisebbségek, Angliában például a katolikusok, majd a zsidók, a nők, később a munkások egyenjogúságát jelölte. A zsidóságra vonatkoztatva csak a 19. század harmincas–negyvenes éveiben terjedt el. Karl Marx 1844-es, A zsidókérdéshez című esszéjében "emberi emancipációról" ír, itt a fogalmat egyetemes, minden emberi lényre vonatkozó értelemben használja.
Magyarországon a terminust elsősorban a nők és a zsidóság egyenjogúsítása értelemben használták, de mindig akadtak olyan gondolkodók és politikusok, akik emancipáción a teljes népesség jogegyenlőségét értették. Az emancipáció a 21. század politikafilozófiájában és baloldali publicisztikájában is központi terminus. Ebben a diskurzusban az emancipáció alatt jellemzően nem pusztán a jog előtti egyenlőséget, hanem a társadalmi struktúrák mélyebb megváltoztatását értik. A terminus tágabb értelmű használatára jó példa Slavoj Žižek alábbi érvelése:

„Bátran terjesszük ki a hamis »humanizálásra« vonatkozó fejtegetésünket a »magunkról elmondott történetek« alapvető kollektív formájára, arra a szimbolikus textúrára, amely egy közösség (etnikai, életmódbeli, szexuális, vallási) alapjait alkotja. Nagy segítségünkre lehet itt Kant különbségtétele az ész nyilvános és magán használata között. Az ún. »identitáspolitikák« legnagyobb baja az, hogy a »magán« identitásra fókuszálnak – a végső horizont a tolerancia és az ilyen identitások összekeveredése, miközben minden univerzalitás, minden olyan tulajdonság, amely az egész mezőre vonatkozik, elnyomónak minősül, és ezért elvetésre ítéltetik. A páli egyetemesség azonban ellenkezőleg, harcos forma. Amikor Pál azt mondja, hogy a kereszténység szempontjából »nincs zsidó, sem görög; nincs férfi, sem nő«, akkor ez nem azt jelenti, hogy az egész emberiség olyan lesz, mint egy nagy, boldog család, hanem azt, hogy van egy olyan választóvonal, ami keresztülmetszi a partikuláris identitásokat, és végső soron irrelevánssá teszi az egyéb különbségeket. »Nincs zsidó, sem görög; nincs férfi sem nő, csak a keresztények és a kereszténység ellenségei vannak!« Vagy ahogyan ma kellene mondanunk: az egyik oldalon vannak azok, akik az emancipációért harcolnak, a másikon pedig reakciós ellenfeleik; a nép és a nép ellenségei.”

– Slavoj Žižek: Egyszer mint tragédia, másszor mint bohózat, 39.